# 레이저 간섭계 우주 안테나

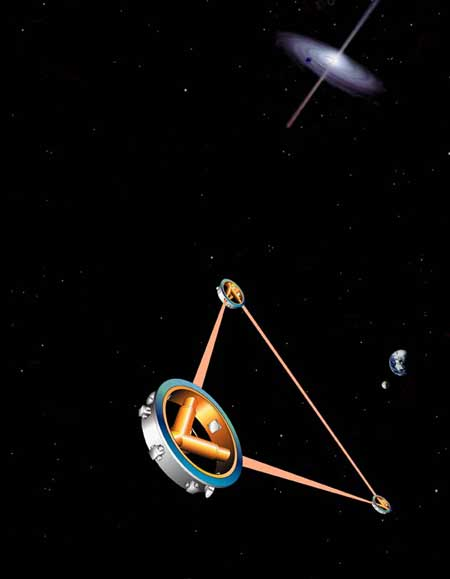

레이저 간섭계 우주 안테나 실험(LISA, Laser Interferometer Space Antenna)은 중력파의 존재를 확인하고 탐사하기 위해 미국 항공우주국(NASA)과 유럽 우주기구(ESA)가 공동으로 사업을 시작했다. 2008년, 유럽 우주기구는 LISA를 빠르면 2018년에 발사할 것을 공식 발표했으나, 2011년 NASA는 자금문제로 인해 ESA와 LISA 프로젝트를 진행할 수 없음을 밝혔다. 2015년 LIGO에 의한 중력파의 성공적인 탐지에 이어 NASA는 파트너로서의 임무에 다시 참여하는 것에 관심을 표명했다. L3 미션에 대한 미션 제안을 요청하라는 ESA의 요청에 따라 2017년 1월 LISA를 위한 임무 제안서가 제출되었다.
LISA는 천문학적 거리에서 사용하는 레이저 간섭현상을 이용하여 중력파를 측정하기 위해 고안되었으며, 정삼각형 형태의 정렬된 3대의 우주선을 이용한다. 한 변이 5백만 킬로미터의 거대한 마이클슨 간섭계 형태이다. 중력파는 두 우주선 사이에 시공간을 교란하게 되는데, 한쪽 팔의 상대적인 길이의 변화(매우 작은)를 측정할 수 있다.

## 방법
마이클슨 간섭계는 L자 모양의 두개의 긴 팔과 각각을 경계를 짓는 거울과, 빛의 소스를 포함하는 모서리 영역, 그리고 빔 분산기와 조합기로 구성된다. LISA의 각 변이 형태를 이루기에는 세개의 광범위하게 퍼뜨려진 우주선이 필요하다. 각 변의 모서리에는 동일한 세개의 우주선이 사용된다. 이것은 세개의 완벽한 간섭계를 이룬다.(그러나 각각이 독립적이지는 않다) 각 변은 두개의 간섭계의 부분이 된다. 이것은 그 변이 보통 90도 인것보다 60도의 팔 각도를 이루는 것이 좋다고 한다. 우주선은 오직 하나의 형태에 대해 설계, 시험, 전개가 더 쉽다. 이러한 중복성은 각 우주선의 데이터를 확인하는 데 도움이 된다. 또한, 삼각형 형태에서 세 개의 우주선은 중력파를 감지하는 데 대한 민감도를 증대하는 데 기여할 것이다.
복사압과 태양풍과 같은 중력파가 아닌 것의 제거하기 위해 각 우주선이 Zero-drag 인공위성으로 제작되었다. 각 간섭계 변의 끝은 내부가 프루프 메스(the proof mass, 금 75%, 백금 25%)로 된 거울같은 표면으로 되어 있고, 우주선을 둘러싼 것은 우주선에 테스트 질량(the test mass)의 상태를 측정하는 축전기를 사용한다.
달의 궤도보다 10배 더 큰, 전체 배치는 태양과 지구와의 거리와 같은 태양계 궤도상에 위치하게 될 것이다. 그러나, 지구에 20도의 각도로 , 황도 궤도 평면에 상대적으로 60도만큼 기울어지게 끌려 간다. 우주선의 배열(constellation)과 지구 사이 선형 평균 거리는 5천만 킬로미터가 될 것이다.
LISA의 최종 목표는 자세하게 중력파를 연구하려는 것이다. LISA 임무에 대한 이러한 노력은 중력파에 대한 아인슈타인 이론을 테스트하게 될 것이다. 많은 물리학자들은 펄스의 궤도 주기의 증가에 대한 탐사로부터 중력파의 존재에 대한 간접적인 증거가 될 것으로 믿고 있다. 예를 들면 유명한 PSR 1913+16같은 것 말이다. 그러나 물질 내에서 중력파의 엄청나게 작은 영향때문에, 그것은 지금까지 직접적으로 관측된 적이 없다. 그러므로 그것들을 탐사하기에는 두가지가 요구된다: 엄청나게 거대한 중력파가 발생하는 사건. -예를 들면 블랙홀의 붕괴- 그리고 엄청나게 높은 감지 센스의 개발. LISA는 10의 20제곱보다 더한 감도에 영향을 감지하도록 20 피코미터의 선명도와 5백만 킬로미터가 넘는 거리를 시 운동 측정을 할 수 있어야 한다.

## 다른 중력파 탐사기들
VIRGO, LIGO, GEO 600과 같은 이미 지표면에서 동작하는, 다른 중력파 안테나들도 있다. 그러나 그것들의 낮은 주파수 감도는 실용적인 한 변의 길이와 행성 내의 움직이는 질량으로부터의 간섭에 의해 제한을 받는다.(eg. 망원경 주변의 벌목 작업과 고속도로 통행에 의해)
단일 인공위성(LISA 패스파인더)은 설계가 확실하게 입증되는 2009년에 발사할 것이고, 2018년 이후 명확한 임무 시작을 결정할 것이다.
그 임무는 아인슈타인 프로그램(Beyond Einstein program)이라는 이름 아래, NASA(발사체, 세개의 우주선 그리고 절반의 경비부담을 할 것이다)와 ESA(추진체 제공과 절반의 경비부담을 할 것이다)의 공동으로 지원되고 있다.

## 같이 보기
- 코스믹 비전
- DECIGO